# Markus Nagel
Markus Nagel (Karlsruhe, 7 d'abril de 1968) va ser un ciclista alemany que s'especialitzà en el ciclisme en pista. Va guanyar una medalla de bronze al Campionats del món de tàndem, fent parella amb Uwe Butchmann.

## Palmarès
- 1986
  -  Campió d'Alemanya amateur en Velocitat
- 1988
  -  Campió d'Alemanya amateur en Velocitat
- 1989
  -  Campió d'Alemanya amateur en Quilòmetre
- 1990
  -  Campió d'Alemanya en Tàndem (amb Uwe Butchmann)
  -  Campió d'Alemanya amateur en Quilòmetre
  -  Campió d'Alemanya amateur en Velocitat
- 1993
  -  Campió d'Alemanya en Tàndem (amb Emanuel Raasch)